# باشگاه بسکتبال سن پابلو بورگوس
باشگاه بسکتبال سن پابلو بورگوس (اسپانیایی: CB San Pablo Burgos‎) یا باشگاه بسکتبال میرافلورس یک باشگاه بسکتبال در شهر بورگوس، اسپانیا است. این باشگاه که در سال ۱۹۹۴ تأسیس شده در لیگ آ س ب بازی می‌کند.